# Chișinău (stacja kolejowa)
Chișinău – stacja kolejowa w Kiszyniowie, w Mołdawii. Znajdują się tu 2 perony.